# Cholon (Ciudad Ho Chi Minh)

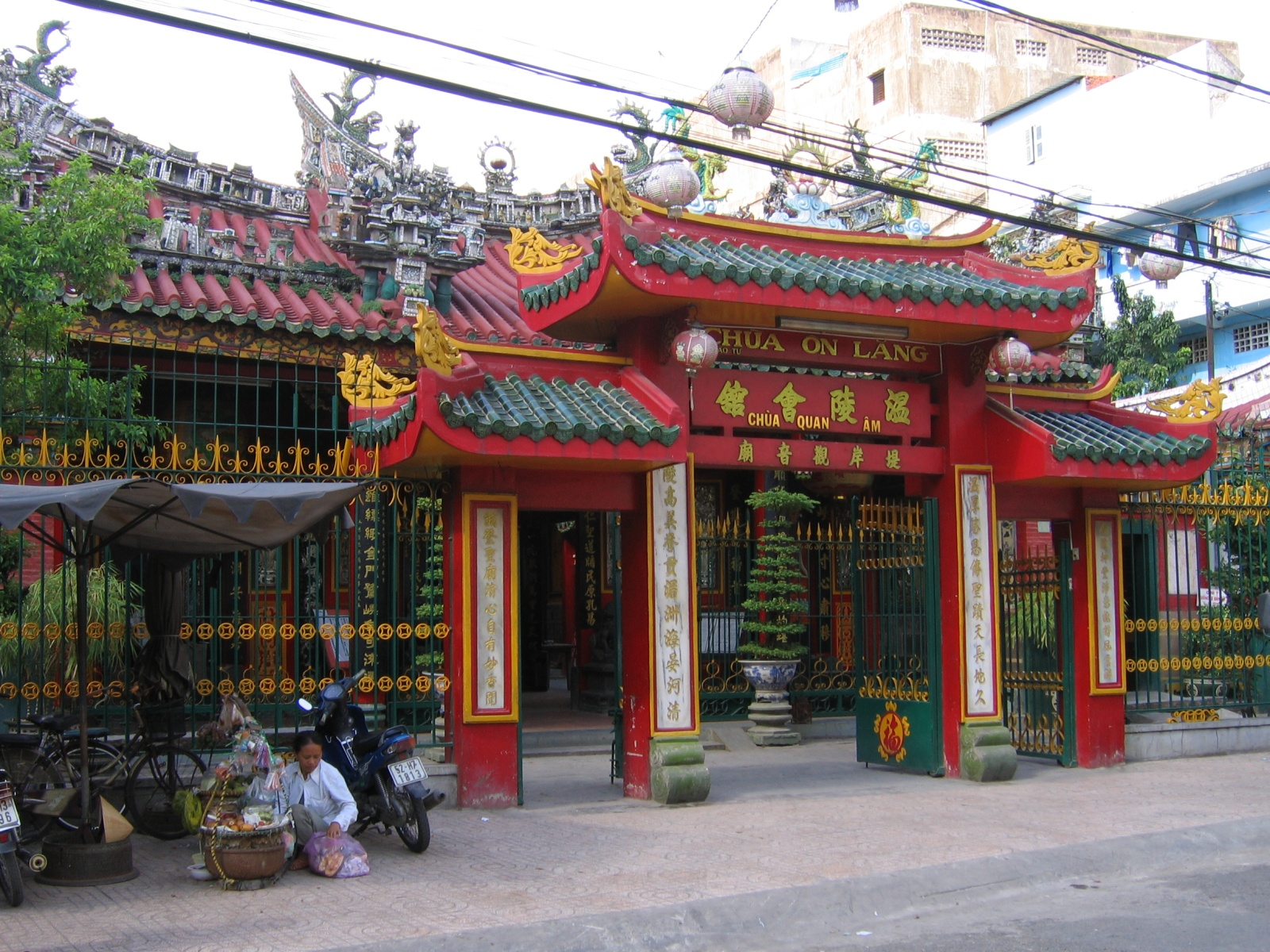
La pagoda de Quan Âm, un importante templo chino ubicado en Cholon.

Cholon (del vietnamita: chợ, lớn ‘mercado, grande’‘Gran mercado’) es un barrio de influencia china en la Ciudad Ho Chi Minh —antiguamente denominada Saigón—, en Vietnam. Se ubica en la margen oeste del río Saigón. Consiste en el lado occidental del Distrito 5 y varios vecindarios del Distrito 6. Entre sus construcciones más sobresalientes están el Mercado Bình Tây.

## Etimología
El nombre de Cholon en vietnamita se conforma de las palabras chợ (mercado) y lớn (grande), y significa literalmente «Gran mercado». El nombre original en chino es 堤岸 (pronunciado Tai-Ngon en cantonés y Dī'àn en mandarín), que literalmente significa terraplén. La lectura en vietnamita del nombre chino es Đê Ngạn, pero es poco usado. Los hablantes vietnamitas usan exclusivamente el nombre Chợ Lớn, mientras que los hablantes chinos son los únicos que utilizan el último nombre.

## Historia
Hasta 1778 los Hoa —personas de ascendencia china radicadas en Vietnam—, vivían en la ciudad de Biên Hòa. Ese año tuvieron que trasladarse y refugiarse en Cholon debido a las represalias de las fuerzas de la Dinastía Tay Son en contra de los señores Nguyễn. En 1782 la población fue masacrada por los Tay Son y tuvo que ser reconstruida. Los habitantes construyeron terraplenes altos para contener los caudales del río y llamaron a su asentamiento Tai-Ngon (del cantonés: Tai-Ngon ‘Muro de contención’).
Cholon fue reconocido como una ciudad en 1879, ubicada a 11 km de Saigón. Para la década de 1930 ambas localidades ya se habían expandido hasta unificar sus límites. El 27 de abril de 1931 ambas ciudades fueron unificadas y pasaron a llamarse Saigón-Cholon de manera oficial, sin embargo de manera coloquial siguió siendo referida como Saigón. En 1956 Cholon fue retirado del nombre oficial, después de que Francia reconociera la independencia de Vietnam en 1955.
Durante la guerra de Vietnam soldados y desertores de las Fuerzas armadas de los Estados Unidos establecieron un mercado negro en Cholon, en donde negociaban con varios objetos de fabricación estadounidense, especialmente de carácter militar. En este barrio, cerca de la pagoda de Quan Âm, fue donde el fotoperiodista Eddie Adams tomó su foto ganadora del premio Pulitzer mostrando una ejecución en Saigón. Durante la ofensiva del Tet en 1968 fallecieron en Cholon cuatro periodistas de origen australiano.
Actualmente Cholon es un sitio turístico con especial atracción para personas de China y Taiwán.